# Passives Spiel
Mit dem Begriff passives Spiel, umgangssprachlich auch Zeitspiel genannt, wird im Handball die Spielweise einer in Ballbesitz befindlichen Mannschaft bezeichnet, ohne erkennbaren Versuch angreifen oder ein Tor erzielen zu wollen. Das passive Spiel ist in den Handballregeln 7:11 und 7:12 definiert.

## Gründe für die Regel
Das Ziel dieser Regelbestimmung ist es, unattraktive Spielweisen und gezielte Spielverzögerungen im Spiel zu unterbinden. Für die Zuschauer soll dadurch ein attraktiveres Spiel ermöglicht werden und für die am Spiel beteiligten Mannschaften soll ein faireres Spiel gewährleistet sein.

## Situationen des passiven Spiels
Bei der angreifenden, das heißt, der in Ballbesitz befindlichen Mannschaft kann die Situation einer passiven Spielweise in allen Spielphasen des Angriffs der Mannschaft entstehen: Von der Spielfeldüberbrückung (vom Torabwurf des Torwartes zu einem Feldspieler), über die Spielaufbau- bis zur Abschlussphase.

Passive Spielweisen sind am häufigsten in den folgenden Spielsituationen zu beobachten:
- Bei einem knappen Spielstand gegen Spielende, wenn die ballführende Mannschaft in Führung liegt.
- Wenn die angreifende Mannschaft durch die Hinausstellung eines oder mehrerer Spieler in einer Unterzahlsituation ist.
- Bei einer spielerischen Überlegenheit der abwehrenden Mannschaft.

## Ahndung des passiven Spiels

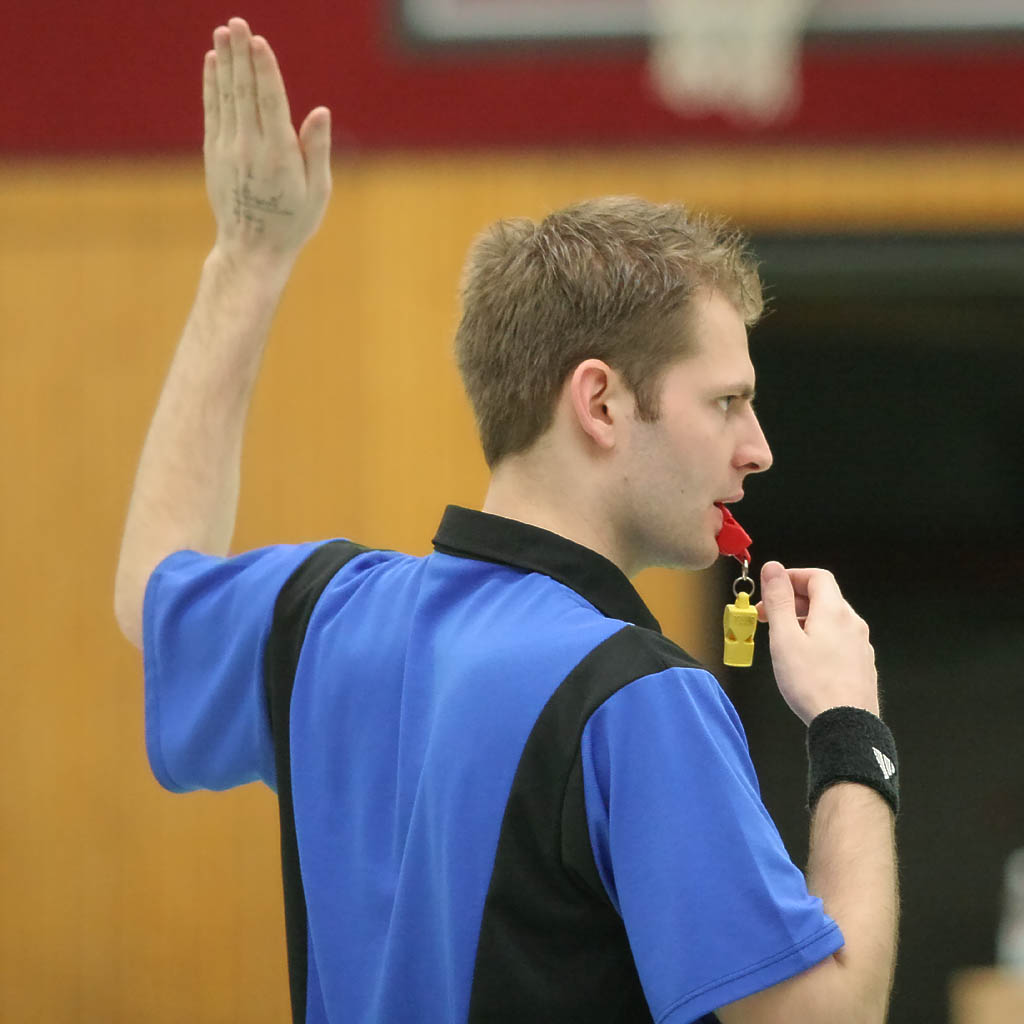
Das Vorwarnzeichen «passives Spiel»

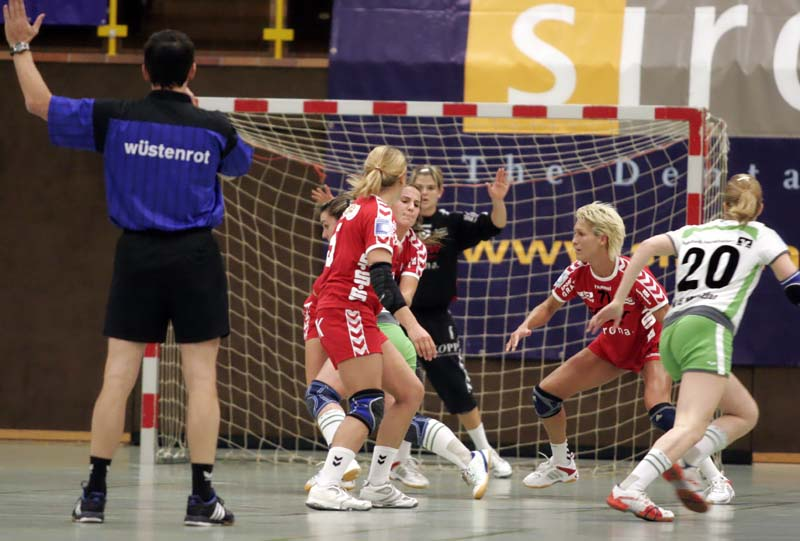
Das Vorwarnzeichen im Spiel

Erkennen die Schiedsrichter eine Tendenz zum passiven Spiel, so geben sie durch Anheben eines Armes (siehe Bild) das Warnzeichen. Die ballführende Mannschaft hat dadurch die Gelegenheit, ihre Spielweise umzustellen. Nach dem Anzeigen des Warnzeichens dürfen nur noch maximal vier Pässe gespielt werden. Nach einem etwaigen fünften Pass muss auf Freiwurf entschieden werden. Wird der Werfer nach dem 4. Pass bei der Schussabgabe gefoult oder wird der Ball zu einem Einwurf abgelenkt, ist noch ein zusätzlicher Pass erlaubt.
Die Schiedsrichter können unter anderem bei folgenden Aktionen das Warnzeichen geben:
- Bei wiederholter Ausführung eines Anwurfs, Freiwurfs, Einwurfs oder Abwurfs zum „Zeitschinden“.
- Beim Warten auf einen Spielerwechsel im Bereich der Spielfeldmitte.
- Beim Verzögern der Ausführung eines Freiwurfes, indem der Spieler vortäuscht, den Ort der Ausführung nicht zu kennen.
- Wenn der Torwart den Ball zum Anwurf nur langsam herausgibt.
- Wenn ein Pass zum Anwurf wiederholt so gespielt wird, dass der Ball in die gegnerische Hälfte fliegt.
- Wenn die angreifende Mannschaft langsam mit dem Ball zum Anwurf an die Mitte geht.
- Bei Prellen des Balls an einem Ort.
- Wenn der Ball ohne Bedrängnis über die Mittellinie zurück in die eigene Hälfte gespielt wird.

In besonderen Situationen kann von den Unparteiischen auch ohne vorheriges Warnzeichen direkt auf Freiwurf gegen die ballbesitzende Mannschaft entschieden werden, beispielsweise wenn eine klare Torgelegenheit bewusst ausgelassen wird.

## Aufhebung des Vorwarnzeichens
Normalerweise wird das Vorwarnzeichen bis zum Ende eines Angriffes durch Torerfolg oder Ballverlust, beziehungsweise bis zur Entscheidung auf passives Spiel, angezeigt. In zwei Situationen kann aber das Vorwarnzeichen passives Spiel aufgehoben werden, ohne dass die angreifende Mannschaft einen Ballverlust erleidet:
1. Wenn die in Ballbesitz befindliche Mannschaft einen Torwurf ausführt und der Ball vom Tor oder Torwart zurück zur angreifenden Mannschaft gelangt.
2. Wenn ein Spieler oder Offizieller der abwehrenden Mannschaft eine progressive Bestrafung (Gelbe Karte oder Zeitstrafe) wegen eines regelwidrigen Verhaltens erhält.

Die ballführende Mannschaft bekommt dann eine neue Aufbauphase von den Schiedsrichtern zugesprochen. Das Vorwarnzeichen wird nicht aufgehoben, wenn der Wurfversuch von der Deckung der abwehrenden Mannschaft in das Toraus abgelenkt wurde. Die angreifende Mannschaft bekommt dann zwar den Einwurf vom Seiteneck zugesprochen, aber das Vorwarnzeichen bleibt bestehen.

## Tischtennis
Beim Tischtennis gibt es eine analoge Regelung, welche die Zeitdauer eines Spiels begrenzen soll. Diese heißt offiziell Wechselmethode, wird oft aber auch „Zeitspiel“ genannt.